# Haysi
Haysi és una població dels Estats Units a l'estat de Virgínia. Segons el cens del 2000 tenia 186 habitants.

## Demografia
Segons el cens del 2000, Haysi tenia 186 habitants, 80 habitatges, i 56 famílies. La densitat de població era de 81,6 habitants per km².
Dels 80 habitatges en un 26,3% hi vivien nens de menys de 18 anys, en un 48,8% hi vivien parelles casades, en un 16,3% dones solteres, i en un 30% no eren unitats familiars. En el 30% dels habitatges hi vivien persones soles el 17,5% de les quals corresponia a persones de 65 anys o més que vivien soles. El nombre mitjà de persones vivint en cada habitatge era de 2,33 i el nombre mitjà de persones que vivien en cada família era de 2,84.
Per edats la població es repartia de la següent manera: un 18,8% tenia menys de 18 anys, un 10,2% entre 18 i 24, un 24,7% entre 25 i 44, un 26,9% de 45 a 60 i un 19,4% 65 anys o més.
L'edat mediana era de 42 anys. Per cada 100 dones de 18 o més anys hi havia 77,6 homes.
La renda mediana per habitatge era de 25.781 $ i la renda mediana per família de 31.750 $. Els homes tenien una renda mediana de 25.000 $ mentre que les dones 15.625 $. La renda per capita de la població era de 13.155 $. Entorn del 3,6% de les famílies i el 10,9% de la població estaven per davall del llindar de pobresa.

## Poblacions més properes
El següent diagrama mostra les poblacions més properes.